# Haim Bejarano
Haim Bejarano (Stara Zagora, 1846-Estambul, 1931) fue un rabino y profesor judío, de origen sefardí.

## Biografía
Nació en 1846 en Stara Zagora. Bejarano, de origen sefardí, conoció a Ángel Pulido en los viajes de este por Europa. Bedjarano fue director de la Escuela israelita sefardí de Bucarest, además de gran rabino de Turquía. Publicó un artículo en el Boletín de la Institución Libre de Enseñanza (abril de 1883) sobre la cuestión sefardí, titulado «Los judíos españoles de Oriente». Bejarano, que recibió también elogios del hijo de Pulido en la revista El Siglo Médico, falleció en Estambul en 1931.